# Marschalskoje
Marschalskoje (russisch Маршальское, deutsch (Königlich) Gallgarben) ist ein Ort in der russischen Oblast Kaliningrad. Er liegt im Rajon Gurjewsk und gehört zur kommunalen Selbstverwaltungseinheit Stadtkreis Gurjewsk.

## Geographische Lage
Marschalskoje liegt 23 Kilometer nordöstlich der Stadt Kaliningrad (Königsberg) an einer Nebenstraße, die von Dobrino (Nautzken) an der russischen Fernstraße A 190 über Nowgorodskoje (Mettkeim) und Uslowoje ((Königlich) Neuendorf) nach Pirogowo (Sudnicken) führt. Bahnstation ist der acht Kilometer entfernte Haltepunkt Bajewka I (bis 1945 Kuggen) an der Bahnstrecke Kaliningrad–Sowetsk (Königsberg–Tilsit). Vor 1945 bestand außerdem über Sudnicken (russisch: Pirogowo) Bahnanschluss an die Bahnstrecke Prawten-Schaaksvitte (Lomonossowo–Kaschirskoje) der Königsberger Kleinbahn.

## Geschichte
Das Dorf geht in seiner Gründung auf das Jahr 1317 zurück. Von 1874 bis 1945 war Gallgarben Sitz und namensgebender Ort des neu geschaffenen Amtsbezirks Gallgarben, der zum Landkreis Königsberg (Preußen) (1939 bis 1945 Landkreis Samland) im Regierungsbezirk Königsberg der preußischen Provinz Ostpreußen gehörte.
Zwei Kilometer nördlich lag ein Ort gleichen Namens (heute russisch: Opuschki), der den Namenszusatz Adlig erhielt. Im Gegenzug wurde das Amtsdorf Gallgarben Königlich genannt. Im Jahre 1910 lebten in Adlig Gallgarben 78, in Königlich Gallgarben 326 Einwohner. Am 30. September 1928 schlossen sich die Landgemeinde Königlich Gallgarben und der Gutsbezirk Adlig Gallgarben zur neuen Landgemeinde Gallgarben zusammen.
Die Einwohnerzahl dieser neu gebildeten Gemeinde betrug 1933 insgesamt 500, sie steigerte sich bis 1939 auf 557, nachdem am 1. Oktober 1935 das Nachbardorf Dogehnen (russisch: Chlebnikowo, nicht mehr existent) eingemeindet worden war.
Infolge des Zweiten Weltkrieges kam Gallgarben mit dem nördlichen Ostpreußen zur Sowjetunion und wurde im Jahr 1947 in „Marschalskoje“ umbenannt. Gleichzeitig wurde der Ort in den Dorfsowjet Saliwenski selski Sowet eingeordnet. Im Jahr 1954 wurde Marschalskoje selber Sitz eines Dorfsowjets. Von 2008 bis 2013 gehörte der Ort zur Landgemeinde Chrabrowskoje selskoje posselenije und seit deren Auflösung zum Stadtkreis Gurjewsk.

### Einwohnerentwicklung
| Jahr | Einwohner | Bemerkungen                                  |
| ---- | --------- | -------------------------------------------- |
| 1910 | 326       |                                              |
| 1933 | 500       | Einschließlich Adlig Gallgarben              |
| 1939 | 557       | Einschließlich Adlig Gallgarben und Dogehnen |
| 2002 | 635       |                                              |
| 2010 | 686       |                                              |

### Amtsbezirk Gallgarben (1874–1945)
Am 30. April 1874 wurde Königlich Gallgarben Amtssitz des neu gebildeten Amtsbezirks Gallgarben mit den Landgemeinden bzw. dem Gutsbezirk:
| Name                                    | Russischer Name | Bemerkungen                                                                   |
| --------------------------------------- | --------------- | ----------------------------------------------------------------------------- |
| Landgemeinden:                          |                 |                                                                               |
| Dogehnen                                | Chlebnikowo     | 1935 in die Gemeinde Gallgaben eingegliedert                                  |
| Königlich Gallgarben                    | Marschalskoje   | 1928 mit Adlig Gallgarben zur Landgemeinde Gallgarben zusammengeschlossen     |
| Perwissau                               | Roschkowo       | 1905 in einen Gutsbezirk umgewandelt                                          |
| Gutsbezirk:                             |                 |                                                                               |
| Adlig Gallgarben                        | Opuschki        | 1928 mit Königlich Gallgarben zur Landgemeinde Gallgarben zusammengeschlossen |
| Erst 1930 eingegliederte Landgemeinden: |                 |                                                                               |
| (Königlich) Neuendorf                   | Uslowoje        | vorher Amtsbezirk Damerau (Sokolowka)                                         |
| Kropiens                                | Gajewo          | vorher Amtsbezirk Damerau (Sokolowka)                                         |

Zu Beginn des Jahres 1945 gehörten noch die vier Gemeinden Gallgarben, Kropiens, Neuendorf und Perwissau zum Amtsbezirk Gallgarben.

### Marschalski selski Sowet/okrug 1954–2008
Der Dorfsowjet Marschalski selski Sowet (ru. Маршальский сельский Совет) wurde im Juni 1954 als Zusammenschluss der beiden aufgelösten Dorfsowjets Kaschirski selski Sowet und Saliwenski selski Sowet eingerichtet. Zu diesem Zeitpunkt oder etwas später wurden auch einige Orte aus dem Kosmodemjanski selski Sowet  angeschlossen. Nach dem Zerfall der Sowjetunion bestand die Verwaltungseinheit als Dorfbezirk  Marschalski selski okrug (ru. Маршальский сельский округ). Im Jahr 2008 wurden die verbliebenen Orte des Dorfbezirks in die neu gebildete Landgemeinde Chrabrowskoje selskoje posselenije eingeordnet.
| Ortsname                      | Name bis 1947/50                                    | Bemerkungen |
| ----------------------------- | --------------------------------------------------- | --- |
| Clebnikowo (Хлебниково)       | Dogehnen                                            | Der Ort wurde 1950 umbenannt und war zunächst in den Dorfsowjet Saliwenski eingeordnet. Er wurde vor 1988 verlassen.                            |
| Gajewo (Гаево)                | Kropiens                                            | Der Ort wurde 1947 umbenannt und war zunächst in den Dorfsowjet Saliwenski eingeordnet.                                                         |
| Georgijewskoje (Георгиевское) | Konradshorst                                        | Der Ort wurde 1947 umbenannt und war zunächst in den Dorfsowjet Kosmodemjanski eingeordnet.                                                     |
| Glucharjowo (Глухарёво)       | Brandt [Fh.]                                        | Der Ort wurde 1950 umbenannt und war zunächst in den Dorfsowjet Saliwenski eingeordnet. Er wurde vor 1975 an den Ort Saliwnoje angeschlossen.   |
| Iljitschjowo (Ильичёво)       | Görken                                              | Der Ort wurde 1947 umbenannt und war zunächst in den Dorfsowjet Kosmodemjanski eingeordnet.                                                     |
| Kaschirskoje (Каширское)      | Schaaksvitte                                        | Der Ort wurde 1947 umbenannt und war zunächst der Verwaltungssitz des Dorfsowjets Kaschirski.                                                   |
| Krasnopolje (Краснополье)     | Regitten                                            | Der Ort wurde 1947 umbenannt und war zunächst in den Dorfsowjet Kaschirski eingeordnet.                                                         |
| Lasowskoje (Лазовское)        | Trömpau                                             | Der Ort wurde 1947 umbenannt und war zunächst in den Dorfsowjet Kosmodemjanski eingeordnet.                                                     |
| Lessossekowo (Лесосеково)     | Sallecken                                           | Der Ort wurde 1950 umbenannt und war zunächst in den Dorfsowjet Kosmodemjanski eingeordnet. Er wurde 1997 aus dem Ortsregister gestrichen.      |
| Lipowka (Липовка)             | Tarpienen                                           | Der Ort wurde 1950 umbenannt und war zunächst in den Dorfsowjet Kosmodemjanski eingeordnet. Er wurde vor 1975 verlassen.                        |
| Liski (Лиски)                 | Kingitten                                           | Der Ort wurde 1950 umbenannt und war zunächst in den Dorfsowjet Saliwenski eingeordnet.                                                         |
| Marschalskoje (Маршальское)   | (Königlich) Gallgarben                              | Der Ort wurde 1947 umbenannt und war zunächst in den Dorfsowjet Saliwenski eingeordnet. Verwaltungssitz                                         |
| Naumowka (Наумовка)           | Germehnen                                           | Der Ort wurde 1947 umbenannt und war zunächst in den Dorfsowjet Saliwenski eingeordnet.                                                         |
| Nekrassowo (Некрасово)        | Liska-Schaaken                                      | Der Ort wurde 1947 umbenannt und war zunächst in den Dorfsowjet Kaschirski eingeordnet.                                                         |
| Opuschki (Опушки)             | Adlig Gallgarben                                    | Der Ort wurde 1950 umbenannt und war zunächst in den Dorfsowjet Saliwenski eingeordnet.                                                         |
| Owraschnoje (Овражное)        | Nickelsdorf                                         | Der Ort wurde 1947 umbenannt und war zunächst in den Dorfsowjet Kaschirski eingeordnet.                                                         |
| Pawlowo (Павлово)             | Ginthieden                                          | Der Ort wurde 1947 umbenannt und war zunächst in den Dorfsowjet Saliwenski eingeordnet. Er wurde vor 1975 verlassen.                            |
| Petrowka (Петровка)           | Sperlings                                           | Der Ort wurde 1947 umbenannt und war zunächst in den Dorfsowjet Kaschirski eingeordnet. Er wurde vor 1975 an den Ort Krasnopolje angeschlossen. |
| Pirogowo (Пирогово)           | Sudnicken                                           | Der Ort wurde 1947 umbenannt und war zunächst in den Dorfsowjet Kaschirski eingeordnet.                                                         |
| Prawdino (Правдино)           | Thiemsdorf                                          | Der Ort wurde 1947 umbenannt und war zunächst in den Dorfsowjet Kaschirski eingeordnet.                                                         |
| Pridoroschnoje (Придорожное)  | Kirschappen                                         | Der Ort wurde 1950 umbenannt und war zunächst in den Dorfsowjet Kaschirski eingeordnet.                                                         |
| Primorskoje (Приморское)      | Steinort                                            | Der Ort wurde 1950 umbenannt und war zunächst (fälscherweise ?) in den Dorfsowjet Nowoselski eingeordnet. Er wurde vor 1975 verlassen.          |
| Puschkinskoje (Пушкинское)    | bei Gallgarben                                      | Der Ort wurde 1950 umbenannt und war zunächst in den Dorfsowjet Saliwenski eingeordnet.                                                         |
| Roschkowo (Рожково)           | Perwissau                                           | Der Ort wurde 1947 umbenannt und war zunächst in den Dorfsowjet Saliwenski eingeordnet.                                                         |
| Rutschji (Ручьи)              | Mückenhof                                           | Der Ort wurde 1950 umbenannt und war zunächst in den Dorfsowjet Saliwenski eingeordnet. Er wurde vor 1975 an den Ort Saliwnoje angeschlossen.   |
| Saliwnoje (Заливное)          | Postnicken, Grünwalde, Jägertal, Palwe und Möwenhof | Der Ort wurde 1947 umbenannt und war zunächst der Verwaltungssitz des Dorfsowjets Saliwenski.                                                   |
| Schemtschuschnoje (Жемчужное) | Kirche Schaaken                                     | Der Ort wurde 1947 umbenannt und war zunächst in den Dorfsowjet Kaschirski eingeordnet.                                                         |
| Selenopolje (Зеленополье)     | Krumteich                                           | Der Ort wurde 1950 umbenannt und war zunächst in den Dorfsowjet Kosmodemjanski eingeordnet.                                                     |
| Starorusskoje (Старорусское)  | Eythienen                                           | Der Ort wurde 1950 umbenannt und war zunächst in den Dorfsowjet Kaschirski eingeordnet.                                                         |
| Stepnoje (Степное)            | Powarben                                            | Der Ort wurde 1947 umbenannt und war zunächst in den Dorfsowjet Kosmodemjanski eingeordnet.                                                     |
| Tschaikino (Чайкино)          | Rinau                                               | Der Ort wurde 1947 umbenannt und war zunächst in den Dorfsowjet Saliwenski eingeordnet.                                                         |
| Uslowoje (Узловое)            | (Königlich) Neuendorf                               | Der Ort wurde 1947 umbenannt und war zunächst in den Dorfsowjet Saliwenski eingeordnet.                                                         |
| Wassiljewskoje (Василевское)  | Wesselshöfen                                        | Der Ort wurde 1950 umbenannt und war zunächst in den Dorfsowjet Kaschirski eingeordnet.                                                         |

Auch der Ort Kijewskoje (Schmiedehnen), der zunächst bis 1954 zum Kaschirski selski Sowet gehört hatte, gehörte dann vermutlich (mindestens) bis 1958 zum Marschalski selski Sowet, bevor er dann in den Muromski selski Sowet im Rajon Primorsk (Rajon Selenogradsk) eingegliedert wurde.

## Kirche
Vor 1945 waren die Einwohner Gallgarbens fast ausschließlich evangelischer Konfession. Sie waren in das Kirchspiel Schaaken mit Sitz in Schemtschuschnoje (Kirche Schaaken) eingepfarrt, das zum Kirchenkreis Königsberg-Land II in der Kirchenprovinz Ostpreußen der Kirche der Altpreußischen Union gehörte. Heute gibt es in Marschalskoje selbst eine kleine evangelisch-lutherische Kirchengemeinde als Zentrum für die umliegenden Ortschaften. Sie ist eine Filialgemeinde der Auferstehungskirchengemeinde in Kaliningrad (Königsberg) innerhalb der Propstei Kaliningrad der Evangelisch-lutherischen Kirche Europäisches Russland (ELKER).